# منطقه هوایروو
منطقه هوایروو (به چینی: 怀柔区، به پین‌یین: Huáiróu Qū) یک منطقهٔ شهرداری تابع شهر پکن، پایتخت  جمهوری خلق چین است.

## خصوصیات
منطقه هوایروو ۲٬۵۵۷٫۳ کیلومترمربع مساحت و ۲۹۶٬۰۰۲ نفر جمعیت دارد.

## نگارخانه

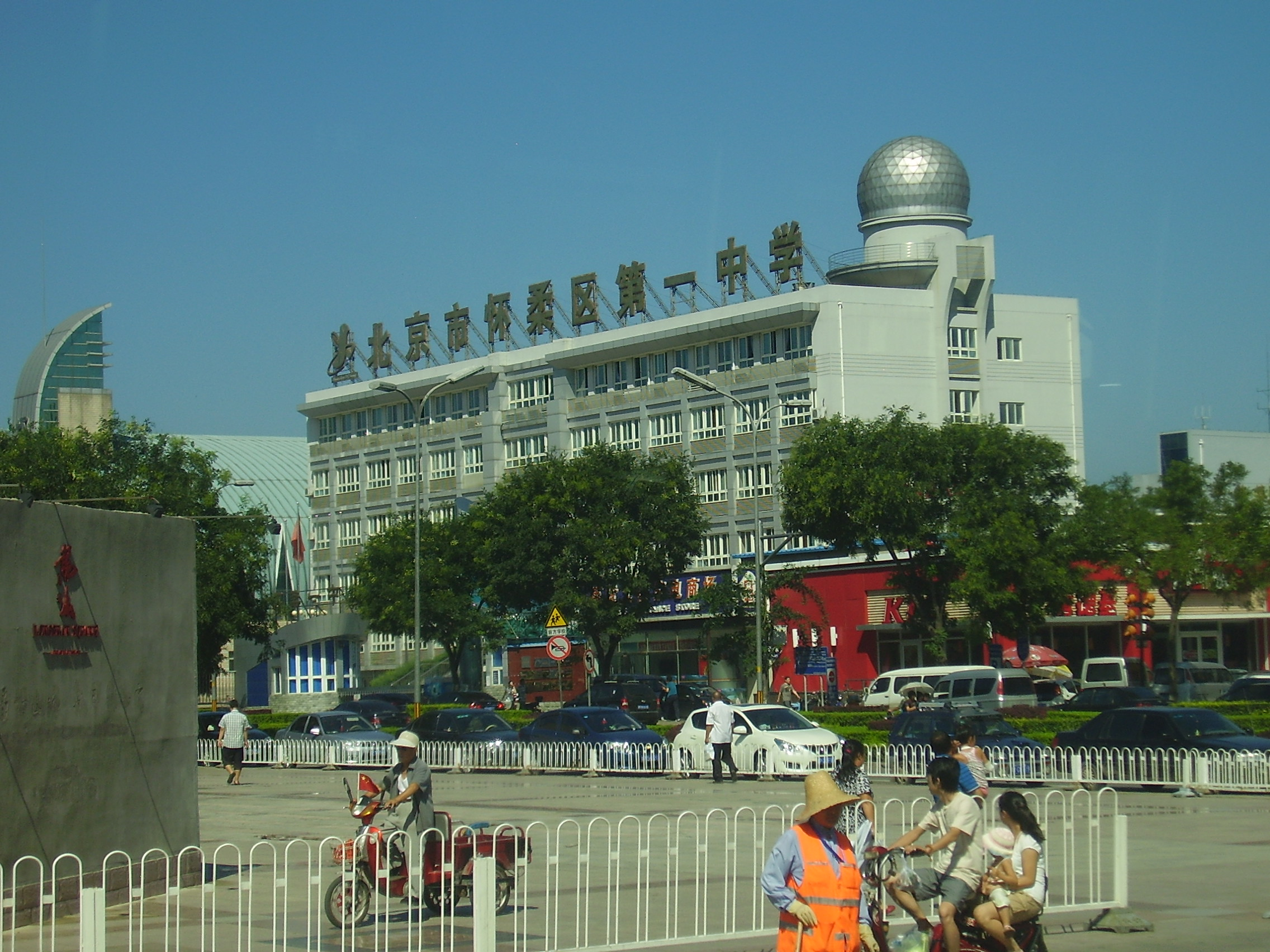